# Stoborough
Stoborough ist ein kleines Dorf innerhalb des Civil parishs Arne auf der Isle of Purbeck, einer Halbinsel in der Grafschaft Dorset im Süden von England.
Stoborough liegt an der Hauptstraße A351 von Lytchett Minster nach Swanage etwa 1 Kilometer südlich von Wareham, etwa 4 Kilometer westlich von Arne, etwas nördlich von Stoborough Green und 7 Kilometer nordwestlich vom Dorf Corfe Castle und der Burgruine Corfe Castle. Das Dorf Stoborough liegt südlich des Flusses Frome.